# 토리 에이머스
토리 에이머스(Tori Amos, 1963년 8월 22일 ~ )는 미국의 싱어송라이터, 작곡가이다. 메조소프라노 음역대를 가진 전문 음악인이다.
5살 때 전액 장학금을 받으며 피보디 음악원에 입학하여 음악원 창립 사상 최연소로 입학한 인물이 되었다. 하지만 음악원의 성격과 맞지 않는 장르 스타일을 고수하는 이유로 11살 때 퇴학을 당하게 되었다. 1980년대에 음악 그룹 '와이 캔트 토리 리드'(Y Kant Tori Read)의 리드 보컬로 활동했으며, 1990년 초 솔로 아티스트로서 큰 성공을 거두게 되었다. 에이머스의 음악은 성, 페미니즘, 정치, 종교 등 다양한 주제를 망라한다.

## 음반 목록

### 정규 앨범
- Little Earthquakes (1992)
- Under the Pink (1994)
- Boys for Pele (1996)
- From the Choirgirl Hotel (1998)
- To Venus and Back (1999)
- Strange Little Girls (2001)
- Scarlet's Walk (2002)
- The Beekeeper (2005)
- American Doll Posse (2007)
- Abnormally Attracted to Sin (2009)
- Midwinter Graces (2009)
- Night of Hunters (2011)
- Gold Dust (2012)
- Unrepentant Geraldines (2014)
- Native Invader (2017)
- Ocean to Ocean (2021)
- The Music of Tori and the Muses (2025)

## 영상 목록

### 영화
- 모나리자 스마일 (2003) - 피로연 가수 역